# Austin Powers (personagem)
Sir Austin Danger Powers, KBE, é um personagem ficcional interpretado por Mike Myers na série de filmes homônima, que parodia filmes de espionagem da década de 1960.

## Biografia
Austin Powers nasceu em 12 de Novembro de 1939. Ele é filho de Nigel Powers (interpretado por Michael Caine), um respeitado agente do Ministério da Defesa, e irmão gêmeo de Dougie Powers, conhecido como Doutor Evil. Em nenhum momento é mencionado o nome da mãe.
Seus pais passavam férias na Bélgica durante sua infância, antes da invasão alemã, em 10 de Maio de 1940; ele sobreviveu à tentativa de assassinato praticada contra seu pai, sendo ejetado do carro antes da explosão, mas seu irmão foi dado como morto, porém o corpo da mãe deles o envolveu formando uma espécie de casulo protetor. Depois disso, Dougie foi encontrado por um maluco belga e sua amante de 15 anos e foi criado para ser extremamente mau.
Em 1958, em uma retrospectiva vista em Goldmember, ele está na Academia de "Homens Internacionais do Mistério" durante sua adolescência, dividindo um quarto com o Doutor Evil (ambos não sabiam ser irmãos). Ao frequentar a Academia, foi premiado com o título de "Homem Internacional do Mistério" , o que deixou o irmão, Dougie, com muita raiva dele, pois até então havia sido considerado o "número 1" da Academia, e merecia o prêmio. Isso iria desempenhar um papel proeminente no seu relacionamento futuro, sendo a origem do seu ódio contra Austin. 
Apos terminar a Academia, Powers se juntou ao Ministério da Defesa e, em parceria com Mrs. Kensington, protegia a rainha e o país de Dr. Evil e seus diabólicos planos, enquanto trabalhava sob o disfarce de um fotógrafo de moda. Para evitar a captura, Dr. Evil entrou em suspensão criónica em 1967; Powers foi criopreservado também, para ser trazido de volta ao mundo caso Dr. Evil atacasse novamente. Eles foram posteriormente descongelados em 1997, e prosseguiram suas vidas, mostrando a dificuldade com a adaptação aos anos 90 e com o fato de perderem 30 anos de vida.
Powers casou-se uma vez, com Vanessa Kensington (filha de Mrs. Kensington). O casamento acabou com a Vanessa se auto-destruindo, quando ela se revela uma fembot kamikaze enviada pelo Dr. Evil para assassiná-lo.
Também é mostrado no 1° filme, logo apos ele ser descongelado, que Austin Powers era amigo de muita gente famosa como Jimi Hendrix e Janis Joplin.

## Características pessoais
Além de ser uma sátira de James Bond, e tendo certa semelhança com Manfred Mann, Austin Powers também representa o arquétipo do playboy da década de 1960, com sua constante defesa pelo amor livre, sua utilização de gírias ultrapassadas e roupas antigas, embora o seu lado mulherengo e estilo "bondiano" combinem perfeitamente com o seu jeito de ser de 1960. Com seu jeito chamativo e seu modo de vestir que nunca muda, ele é deliberadamente feito para ser um contraste com o meio onde vive (embora sempre consiga escapar disfarçando-se de alguma forma) - especialmente quando fala de coisas que não tem lugar nos anos 90, ou quanto tenta ouvir um CD num toca-discos.
Além de seus dentes tortos, cabelos, e óculos enormes, quanto ele aparece sem roupa, mostra é muito peludo (talvez uma versão exagerada de Sean Connery, como visto em suas cenas sem camisa), e apesar de nunca exibí-lo, supõe-se que tenha pénis pequeno. Este, por sua vez, poderia ser supervalorizado, o que muitos vêem como a estupidez das "Bond Girls" que, em muitos casos, ficam bobas com o agente secreto, e ele sempre some depois do "ato" deixando a moça encantada, o que é visto no final da maioria dos filmes do James Bond. Satirizando os filmes de Bond, Austin faz o oposto, tratando a perda de Vanessa após a explosão, depois de um ou dois segundos de luto diz com alegria "Isso significa que estou solteiro de novo!" na versão dublada. E sai dançando nu pelo saguão do hotel na cena de abertura do 2°filme.
Entre outras habilidades, Austin conhece uma espécie de hipnose que aprendeu na Índia com o Guru Shastri, um homem casto que misteriosamente morreu de sífilis. "Aprendi este controle de mente com meu guru, o guru Shastri, um homem puro, que morreu de uma doença que tinha todas as características de sífilis." 

## Equipamento
Como em todos filmes de agentes secretos, a agência KBE fornece para Austin Powers seus equipamentos que carrega nas missões, sendo que apenas alguns são mostrado nos filmes, sendo eles:
- Shaguar: o carro de Austin, pintado com as cores da bandeira da Inglaterra, como todo carro de agente secreto possui vários dispositivos secretos, como um comunicador com sua base (usado no 2° filme e no clip da Madonna), um dispositivo de rastreamento (usado para rastrear Igor Dão no 2° filme), um escudo blindado, um assento ejetor, e um dispositivo que localiza o proprio Austin que é acionado por seu relogio (usados em Austinpussy). Entre outras funcionalidades que não foram mostradas no filme.

- O seu jumbo 747 multi colorido, equipado com frigobar e cama redonda.

- Seus óculos, o Austincope, que tem alguns dispositivos, mas foi mostrado no 2° filme principalmente uma lente de aumento, que foi usada para que ele enxergasse melhor o furo no gelo por onde seu mojo foi roubado.

- Tem também dois carros com o poder de viajar no tempo, que  foram usados no 2° e 3° filme (o carro usado no 3° filme se parece com o de um cafetão segundo o proprio Austin)

- Não sendo exatamente um equipamento, Austin também conta com seu mojo.

Que é o segredo de ser tão irresistivel para as mulheres, e de sempre derrotar o Dr. Evil. Ele é roubado por Dr. Evil no 2° filme, e se quebra no final do mesmo, porem Felicity Shagwell lhe diz que não precisa dele, pois Austin nunca perdeu seu mojo.

## Medos
Como ouvimos em "Austin Powers: International Man of Mystery", ele tem apenas medo de duas coisas: gatos e ratos. Mas em "Austin Powers: The Spy Who Shagged Me", ele mostrou mais um temor, o de falhar com Felicity Shagwell enquanto estava sem o mojo (refere-se a libido, desejo sexual, etc).

## Cultura Popular
- Austin Powers aparece no filme Monster Night. Não se sabe se foi o ator Mike Myers ou outro ator interpretando seu papel.
- Ao registrar-se num hotel, o tanguista Ruben Serra usou o pseudónimo "Austin Powers", para evitar chamar a atenção dos fãs.
- Austin Powers aparece no clip da música "Beautiful Stranger" de Madonna, que foi lançado juntamente com o segundo filme.

- Foram produzidos os jogos:

Austin Powers Pinball para Playstation
Austin Powers: Oh, Behave!  para Game Boy Color
Austin Powers: Welcome to My Underground Lair! também para Game Boy Color 
Austin Powers in Operation Trivia para PC and Macintosh 
Também há o jogo de Card´s colecionaveis 'Austin Powers:The Spy Who Shagged' produzido pela  Decipher Inc 
- Há uma falha no 1° filme, na cena em que Austin é descongelado, mostra num close do rosto de Powers que existem alguns fios com eletrodos ligados na sua cabeça, na mesma cena porem mostrada de longe os fios não estão mais lá.

- O Filme Austin Powers in Goldmember teve suas piadas traduzidas no Brasil pela equipe de humoristas do Casseta & Planeta.

- No filme Austinpussy, aparecem alguns atores famosos interpretando os personagens da série Austin Powers sendo eles

Tom Cruise como Austin Powers
Gwyneth Paltrow como Dixie Normous (ou Kika Cete na versão dublada)
Kevin Space como Doutor Evil
Danny DeVitto como Mini Me
Jonh Travolta como Gold Member
O diretor de Austinpussy é Steven Spielberg
Alem das participações de Quincy Jones, Britney Spears, Ozzy Osbourne, Sharon Osbourne, Kelly Osbourne, Jack Osbourne, Burt Bacharach